# كورتالان
كورتالان (بالكردية: Misircê) هي مديرية محافظة سيرت، كردستان تركيا، تركيا.

## حكومة
في الانتخابات المحلية لعام 2019 تم انتخاب باران أكغول كعمدة. حاكم المديرية الحالي هو إحسان إمري أيدين.

## التنقل
محطة سكة حديد كورتالان هي المحطة الشرقية لخط كورتالان السريع الجنوبي بين أنقرة وكورتالان التي تديرها شركة "TCDD Taşımacılık".